# Варфоломеев, Василий Михайлович
Василий Михайлович Варфоломеев (1 января 1923 — 11 сентября 1988) — советский военнослужащий, участник Великой Отечественной войны, полный кавалер ордена Славы, наводчик ПТР 3-го отделения роты армейского батальона 190-го армейского запасного стрелкового полка (7-я гвардейская армия, 2-й Украинский фронт), старший сержант.

## Биография
Василий Михайлович Варфоломеев родился 1 января 1923 года в деревне Карповка (ныне в Бакалинском районе Республики Башкортостан) в крестьянской семье.
Русский. В 1936 году окончил начальную школу, работал в колхозе.
В Красную Армию призван 10 марта 1942 года Бакалинским райвоенкоматом Башкирской АССР. На фронте в Великую Отечественную войну с 10 июля 1942 года.
После войны Василий Михайлович служил в органах Министерства внутренних дел, работал водителем в автотранспортной колонне треста «Татэнергострой» в городе Нижнекамск (Татария).
Скончался 11 сентября 1988 года. Похоронен в Нижнекамске.

## Подвиг
Наводчик ПТР 3-го отделения роты армейского батальона 190-го армейского запасного стрелкового полка (7-я гвардейская армия, 2-й Украинский фронт) гвардии красноармеец Василий Варфоломеев за период с 10 по 20 января 1944 года совершил в составе разведывательной группы несколько рейдов в тыл врага в районе населённого пункта Тарасовка Кировоградской области Украины, уничтожил несколько гитлеровцев. За мужество и отвагу, проявленные в боях, 29 февраля 1944 года гвардии красноармеец Варфоломеев Василий Михайлович награждён орденом Славы 3-й степени (№ 53188).
В начале июня 1944 года гвардии красноармеец Варфоломеев с группой разведчиков одним из первых ворвался в расположение врага в районе румынского города Пашкани, уничтожил огневую точку вместе с расчётом. Был ранен, но остался в строю. За мужество и отвагу, проявленные в боях, 29 июля 1944 года гвардии красноармеец Варфоломеев Василий Михайлович награждён орденом Славы 2-й степени (№ 4959).
3 ноября 1944 года командир разведывательного взвода 190-го армейского запасного стрелкового полка старший сержант Василий Варфоломеев с группой разведчиков пересёк линию фронта в районе венгерского города Сольнок. С боем был захвачен населённый пункт Ясладань. Разведчики удерживали его до подхода основных сил, взяв в плен свыше десятка вражеских пехотинцев. Указом Президиума Верховного Совета СССР от 24 марта 1945 года за образцовое выполнение заданий командования в боях с немецко-фашистскими захватчиками старший сержант Варфоломеев Василий Михайлович награждён орденом Славы 1-й степени (№ 19), стал полным кавалером ордена Славы.

## Награды
Награждён орденами Отечественной войны 1-й степени, Славы 1-й, 2-й и 3-й степени, медалями.